# مون‌پلیه (داکوتای شمالی)
مون‌پلیه(به انگلیسی: Montpelier) شهری در ایالت داکوتای شمالی کشور ایالات متحده آمریکا است که جمعیت آن در سرشماری سال ۲۰۱۰ میلادی، ۸۷ نفر بوده‌است.